# 奧林匹克休戰
奥林匹克休战（Olympic Truce）最早是指古希腊各个城邦之间，在四年一度的古代奧林匹克運動會前後停止战争、允许运动员参加比赛和观众前往观看的休战协议。在1992年巴塞隆納奧運時，挪威提議恢復奥林匹克休战的精神，在奧運開幕前一週起至閉幕後一週之間的期間內停戰，經與會169國確認。之後聯合國在1993年10月25日通過的第48/11号决议，呼籲會員國在奧運開幕前七天到閉幕後七天遵守奥林匹克休战。在聯合國千禧年宣言中也再度在「和平、安全与裁军」一節中提及：「我们促请会员国从今以后个别及集体遵守奥林匹克休战，并支持国际奥林匹克委员会努力通过体育和奥林匹克理想促进和平及人与人之间的相互谅解。」

## 實際案例
南斯拉夫內戰因1994年冬季奧林匹克運動會而暫時休战，是現代第一個因奥林匹克休战而暫時休战的戰爭。之後每屆夏季奧運及冬季奧運的主辦國都會要求參與國簽署休战協議。但仍有在奧運期間未休战的情形，例如在：
- 2008年北京奥运会期間的2008年南奧塞提亞戰爭。
- 2012年時英國也表示在奧運期間不會停止阿富汗的軍事行動，不過最後在遊說下，仍予以部分承諾，並鼓勵2012起東道主應有促進和平的行為作榜樣。
- 2014年冬季奧林匹克運動會尾聲時俄羅斯再度干涉從烏克蘭佔領克里米亞。
- 2022年北京冬季奥运会休战协议期间，俄羅斯入侵烏克蘭。
- 2024年巴黎奥运会期间俄罗斯继续入侵乌克兰，以色列—哈馬斯戰爭同样持续。

## 行動
- 1994年冬季奧林匹克運動會：前南斯拉夫共和國雖發生戰爭，但允許參加1992年夏季奥林匹克运动会及1994年冬季奧林匹克運動會。國際奧會的一個代表團在1994年訪問薩拉熱窩，這也是1984年冬季奧林匹克運動會的主辦地。
- 1998年冬季奧林匹克運動會：當時波斯灣的緊張情勢很高，聯合國秘書長科菲·安南尋求透過外交途徑化解伊拉克的危機。國際奧委會引述安南的話說：「我呼籲世界各國遵守奧林匹克休戰協議。」[7]。
- 2000年夏季奧林匹克運動會：在開幕典禮中，南北韓一起進場，這是在奧運中首次這二個來自朝鮮半島的國家一起進場[8]。
- 2004年夏季奥林匹克运动会：奧林匹克休戰隨著聖火傳遞的同時一起推廣，聯合國支持在國際奧委會要求，在奧運會舉辦的16天停止一切戰爭的提議。
- 2006年冬季奧林匹克運動會：在奧運會期間，運動員及官員在都灵、塞斯特列雷及巴爾多內基亞三個選手村的三面牆上簽名，支持奧林匹克休戰。
- 此後歷屆奧運會均會要求短暫休戰。[9]

## 外部連結
- Olympic Truce Centre （页面存档备份，存于）